# Невельский район (Псковская область)
Не́вельский райо́н — административно-территориальная единица (район) и муниципальное образование (муниципальный район) на юге Псковской области России. В рамках организации местного самоуправления в его границах функционирует Невельский муниципальный округ (до марта 2023 года — муниципальный район).
Административный центр — город Невель.

## География
Площадь территории —  2689,9 км². Расположен на юге Псковской области.
Район граничит на севере с Пустошкинским и Новосокольническим районами, на востоке — с Себежским районом, на западе — с Великолукским и Усвятским районами Псковской области РФ, на юге — с Витебской областью Беларуси.
Около 44 % территории района (116 405 га) занимают леса, преобладают сосновые леса разного типа с верховыми и переходными болотами и не заболоченными сосняками, брусничными и вересково-лишайниковыми.
Реки
Основные реки — Еменка, Уща, Ловать, Усвяча, Полота, Шестиха.
Озёра
В районе насчитывается 76 озёр. Наиболее крупные озёра Иван (2 345 га), Невельское (1 400 га), Сенница (962 га), Ордово (800 га), Усвоя (632 га), Каратай (549 га).

## История
Район образован на части территории упразднённого Невельского уезда Витебской губернии в 1927 году в Великолукском округе Ленинградской области, с 1929 года — в Западной области, с 1935 года — в Калининской области, с 1944 года — в Великолукской области и с 1957 года — в Псковской области. 3 октября 1959 года к Невельскому району был присоединён Усвятский район. С 1 февраля 1963 года по 2 января 1965 года, во время неудавшейся всесоюзной реформы по делению на сельские и промышленные районы и парторганизации, в соответствии с решениями ноябрьского (1962 года) пленума ЦК КПСС «о перестройке партийного руководства народным хозяйством», существовал Невельский промышленный район Псковской области.
В 1928—1930 и 1952—1959 годах существовал отдельный Усть-Долысский район, упразднённый в 1959 году в пользу Невельского и частично Пустошкинского районов.
2 марта 2023 года принят закон Псковской области «О преобразовании муниципальных образований, входящих в состав муниципального образования «Невельский район» №2349-ОЗ в соответствии с которым преобразованы муниципальные образования «Невель», «Артёмовская волость», «Ивановская волость», «Плисская волость», «Туричинская волость», «Усть-Долысская волость», входящие в состав муниципального образования «Невельский район», путём их объединения, не влекущего изменение границ, образовано муниципальное образование «Невельский муниципальный округ».

## Население
| 1959    | 1970    | 1979    | 1989    | 2002    | 2009    | 2010    | 2011    | 2012    |
| ------- | ------- | ------- | ------- | ------- | ------- | ------- | ------- | ------- |
| 49 055  | ↘44 059 | ↘41 222 | ↘38 727 | ↘31 419 | ↘27 246 | ↘26 657 | ↘26 531 | ↘25 839 |
| 2013    | 2014    | 2015    | 2016    | 2017    | 2018    | 2019    | 2020    | 2021    |
| ↘25 246 | ↘24 729 | ↘24 405 | ↘24 363 | ↘24 006 | ↘23 828 | ↘23 308 | ↘22 757 | ↘21 554 |
| 2023    |         |         |         |         |         |         |         |         |
| ↘20 868 |         |         |         |         |         |         |         |         |

По состоянию на 1 января 2021 года из 20868 жителей района в городских условиях (в городе Невель) проживают 66,99 % населения района (или 13980 человек), в сельских — 33,01 % или 6888 человек.
По данным переписи населения 2010 года численность населения района составляла 26657 человек, в том числе 16324 городских жителей (61,24 % от общего населения) и 10333 сельских жителей (38,76 %).
По переписи 1959 года население района составляло 61 653 жителя (26 558 мужчин и 35 095 женщин), из них в Невеле проживали 14 634 человека (23,7 %) (6465 мужчин и 8169 женщин), а сельское население было 47 019 жителей (76,3 %) (20 093 мужчины и 26 926 женщин).
По итогам переписи населения 2002 года, из 31 419 жителей района, русские составили 29 686 чел. (94,48 % от всего населения или 94,51 % от указавших национальность), белорусы —  711 чел. (2,26 %), цыгане —  393 чел. (1,25 %), украинцы —  298 чел. (0,95 %), евреи —  62 чел. (0,20 %), другие — 269 чел. (0,86 %), не указали национальность — 9 чел. (0,03 %)

### Урбанизация
В городских условиях (город Невель) проживают 64,95 % населения района по данным на 2024 год.

### Национальный состав
По итогам переписи населения 2020 года проживали следующие национальности (национальности менее 0,1 % и другое, см. в сноске к строке «Другие»):
| Национальность | Численность, чел. | Доля     |
| -------------- | ----------------- | -------- |
| Русские        | 19 872            | 92,20 %  |
| Цыгане         | 301               | 1,40 %   |
| Белорусы       | 256               | 1,19 %   |
| Таджики        | 118               | 0,55 %   |
| Украинцы       | 70                | 0,32 %   |
| Другие         | 937               | 4,34 %   |
| Итого          | 21 554            | 100,00 % |

## Населённые пункты
По переписи населения 2002 года в районе насчитывалось 488 сельских населённых пунктов, из которых в 35 деревнях население отсутствовало, в 139 деревнях жило от 1 до 5 человек, в 100 — от 6 до 10 человек, в 125 — от 11 до 25 человек, в 42 — от 26 до 50 человек, в 21 — от 51 до 100 человек, в 16 — от 101 до 200 человек, в 7 — от 201 до 500 человек, в 2 — от 501 до 1000 человек, лишь в одной — в деревне Усть-Долыссы (1138 человек, 2002 г.) — от 1000 до 2000 жителей.
По переписи населения 2010 года в районе насчитывается 489 сельских населённых пунктов, из которых в 90 деревнях население отсутствовало, в 153 деревнях жило от 1 до 5 человек, в 88 — от 6 до 10 человек, в 91 — от 11 до 25 человек, в 27 — от 26 до 50 человек, в 20 — от 51 до 100 человек, в 10 — от 101 до 200 человек, в 8 — от 201 до 500 человек и в 2 — от 501 до 1000 человек.
Всего в Невельский район входят 490 населённых пунктов:
| №   | Населённый пункт     | Тип     | Население                                                                                  | Муниципальное образование |
| --- | -------------------- | ------- | ------------------------------------------------------------------------------------------ | ------------------------- |
| 1   | Невель               | город   | ↘13 980                                                                                    | Невель                    |
| 2   | Авдейково            | деревня | ↘7                                                                                         | Ивановская волость        |
| 3   | Авинище              | деревня | ↘4                                                                                         | Плисская волость          |
| 4   | Аксёново             | деревня | →0                                                                                         | Артёмовская волость       |
| 5   | Акулино              | деревня | ↘5                                                                                         | Артёмовская волость       |
| 6   | Акулино              | деревня | ↗2                                                                                         | Плисская волость          |
| 7   | Акулино              | деревня | ↘3                                                                                         | Усть-Долысская волость    |
| 8   | Аляблево             | деревня | ↘12                                                                                        | Плисская волость          |
| 9   | Антипенки            | деревня | →0                                                                                         | Артёмовская волость       |
| 10  | Антропово            | деревня | ↘0                                                                                         | Плисская волость          |
| 11  | Апанасенки           | деревня | ↘3                                                                                         | Усть-Долысская волость    |
| 12  | Артёмово             | деревня | ↗150                                                                                       | Артёмовская волость       |
| 13  | Артёмово             | деревня | ↗4                                                                                         | Плисская волость          |
| 14  | Асница               | деревня | →6                                                                                         | Усть-Долысская волость    |
| 15  | Бабинские            | деревня | ↘15                                                                                        | Артёмовская волость       |
| 16  | Багуры               | деревня | ↘18                                                                                        | Артёмовская волость       |
| 17  | Балакирево           | деревня | ↗11                                                                                        | Плисская волость          |
| 18  | Балаши               | деревня | ↘0                                                                                         | Артёмовская волость       |
| 19  | Бараново             | деревня | ↗4                                                                                         | Ивановская волость        |
| 20  | Барканы              | деревня | ↗76                                                                                        | Плисская волость          |
| 21  | Барсуки              | деревня | ↘2                                                                                         | Артёмовская волость       |
| 22  | Барсуки              | деревня | →0                                                                                         | Артёмовская волость       |
| 23  | Башмаково            | деревня | ↘6                                                                                         | Туричинская волость       |
| 24  | Бегуново             | деревня | ↘13                                                                                        | Усть-Долысская волость    |
| 25  | Белое                | деревня | →22                                                                                        | Усть-Долысская волость    |
| 26  | Белянки              | деревня | ↘0                                                                                         | Артёмовская волость       |
| 27  | Березово             | деревня | ↘3                                                                                         | Ивановская волость        |
| 28  | Бисюрево             | деревня | ↘4                                                                                         | Туричинская волость       |
| 29  | Блинки               | деревня | ↘10                                                                                        | Артёмовская волость       |
| 30  | Боброво              | деревня | ↗5                                                                                         | Ивановская волость        |
| 31  | Боброво              | деревня | ↘19                                                                                        | Артёмовская волость       |
| 32  | Богданово            | деревня | ↘3                                                                                         | Усть-Долысская волость    |
| 33  | Боёво                | деревня | ↘14                                                                                        | Усть-Долысская волость    |
| 34  | Боек                 | деревня | ↗4                                                                                         | Туричинская волость       |
| 35  | Бойдолово            | деревня | ↘8                                                                                         | Ивановская волость        |
| 36  | Бойково              | деревня | ↘1                                                                                         | Артёмовская волость       |
| 37  | Боканово             | деревня | ↘5                                                                                         | Плисская волость          |
| 38  | Большая Будница      | деревня | ↘52                                                                                        | Артёмовская волость       |
| 39  | Большие Кулиги       | деревня | ↘26                                                                                        | Туричинская волость       |
| 40  | Большое Овчино       | деревня | ↘0                                                                                         | Усть-Долысская волость    |
| 41  | Борисково            | деревня | →4                                                                                         | Ивановская волость        |
| 42  | Борисково            | деревня | ↗2                                                                                         | Туричинская волость       |
| 43  | Борисово             | деревня | ↘2                                                                                         | Артёмовская волость       |
| 44  | Борки                | деревня | ↘400                                                                                       | Артёмовская волость       |
| 45  | Боровички            | деревня | →0                                                                                         | Ивановская волость        |
| 46  | Бородино             | деревня | ↘0                                                                                         | Ивановская волость        |
| 47  | Бородино             | деревня | ↘18                                                                                        | Туричинская волость       |
| 48  | Борок                | деревня | →0                                                                                         | Артёмовская волость       |
| 49  | Бороуха Кубецкая     | деревня | ↘24                                                                                        | Усть-Долысская волость    |
| 50  | Бороуха Ловецкая     | деревня | ↘0                                                                                         | Усть-Долысская волость    |
| 51  | Борьково             | деревня | ↘3                                                                                         | Плисская волость          |
| 52  | Боярское             | деревня | ↗13                                                                                        | Усть-Долысская волость    |
| 53  | Брудово              | деревня | ↘0                                                                                         | Туричинская волость       |
| 54  | Бугры                | деревня | ↘2                                                                                         | Артёмовская волость       |
| 55  | Бурмакино            | деревня | ↘0                                                                                         | Усть-Долысская волость    |
| 56  | Буслайково           | деревня | ↘1                                                                                         | Артёмовская волость       |
| 57  | Бусулаево            | деревня | →1                                                                                         | Ивановская волость        |
| 58  | Быково               | деревня | →6                                                                                         | Туричинская волость       |
| 59  | Васильки             | деревня | ↘13                                                                                        | Ивановская волость        |
| 60  | Васильки             | деревня | →2                                                                                         | Усть-Долысская волость    |
| 61  | Васильково           | деревня | →7                                                                                         | Плисская волость          |
| 62  | Васьково             | деревня | ↗8                                                                                         | Плисская волость          |
| 63  | Ваулино              | деревня | ↘1                                                                                         | Ивановская волость        |
| 64  | Ващеничино           | деревня | →1                                                                                         | Артёмовская волость       |
| 65  | Великое Село         | деревня | ↘19                                                                                        | Плисская волость          |
| 66  | Верхитно             | деревня | ↘0                                                                                         | Ивановская волость        |
| 67  | Веселки              | деревня | ↘2                                                                                         | Плисская волость          |
| 68  | Видусово             | деревня | ↘32                                                                                        | Плисская волость          |
| 69  | Вильно               | деревня | →0                                                                                         | Туричинская волость       |
| 70  | Власково             | деревня | ↘2                                                                                         | Ивановская волость        |
| 71  | Водача-1             | деревня | ↗1                                                                                         | Усть-Долысская волость    |
| 72  | Водача-2             | деревня | ↘9                                                                                         | Плисская волость          |
| 73  | Вологино             | деревня | ↘8                                                                                         | Артёмовская волость       |
| 74  | Волчьи Горы          | деревня | ↘18                                                                                        | Артёмовская волость       |
| 75  | Воробьёво            | деревня | ↘1                                                                                         | Ивановская волость        |
| 76  | Высокое              | деревня | ↗41                                                                                        | Усть-Долысская волость    |
| 77  | Высоцкие             | деревня | ↘14                                                                                        | Артёмовская волость       |
| 78  | Герасимово           | деревня | ↘16                                                                                        | Артёмовская волость       |
| 79  | Глинчино             | деревня | ↘7                                                                                         | Туричинская волость       |
| 80  | Голобово             | деревня | ↘0                                                                                         | Ивановская волость        |
| 81  | Голодница            | деревня | ↘0                                                                                         | Ивановская волость        |
| 82  | Гололобы             | деревня | ↘52                                                                                        | Ивановская волость        |
| 83  | Голубы               | деревня | ↗6                                                                                         | Ивановская волость        |
| 84  | Голыни               | деревня | ↘11                                                                                        | Туричинская волость       |
| 85  | Горка                | деревня | ↘10                                                                                        | Усть-Долысская волость    |
| 86  | Горки                | деревня | ↘0                                                                                         | Артёмовская волость       |
| 87  | Горнево              | деревня | ↗18                                                                                        | Плисская волость          |
| 88  | Городище             | деревня | ↘44                                                                                        | Артёмовская волость       |
| 89  | Городище             | деревня | ↘0                                                                                         | Плисская волость          |
| 90  | Горушка              | деревня | ↘0                                                                                         | Ивановская волость        |
| 91  | Горушка              | деревня | ↘8                                                                                         | Усть-Долысская волость    |
| 92  | Горушки              | деревня | ↘3                                                                                         | Ивановская волость        |
| 93  | Горушки              | станция | ↘32                                                                                        | Ивановская волость        |
| 94  | Гостилово            | деревня | ↘8                                                                                         | Ивановская волость        |
| 95  | Грибали              | деревня | →0                                                                                         | Плисская волость          |
| 96  | Грибно               | деревня | ↗7                                                                                         | Плисская волость          |
| 97  | Гришково             | деревня | ↘31                                                                                        | Артёмовская волость       |
| 98  | Гулилово             | деревня | ↘1                                                                                         | Плисская волость          |
| 99  | Гусево               | деревня | ↗6                                                                                         | Артёмовская волость       |
| 100 | Даркино              | деревня | ↗6                                                                                         | Ивановская волость        |
| 101 | Дёгтево              | деревня | ↗20                                                                                        | Ивановская волость        |
| 102 | Дедов Камень         | деревня | ↘4                                                                                         | Плисская волость          |
| 103 | Демешково            | деревня | ↘5                                                                                         | Усть-Долысская волость    |
| 104 | Держитино            | деревня | ↗3                                                                                         | Туричинская волость       |
| 105 | Деришино             | деревня | ↘11                                                                                        | Усть-Долысская волость    |
| 106 | Дмитрово             | деревня | ↗2                                                                                         | Усть-Долысская волость    |
| 107 | Днико                | деревня | ↘15                                                                                        | Артёмовская волость       |
| 108 | Долыссы              | деревня | ↘1                                                                                         | Усть-Долысская волость    |
| 109 | Доминиково           | деревня | ↗59                                                                                        | Туричинская волость       |
| 110 | Дроздово             | деревня | ↘16                                                                                        | Туричинская волость       |
| 111 | Друганово            | деревня | ↘1                                                                                         | Ивановская волость        |
| 112 | Дубинино             | деревня | ↘48                                                                                        | Туричинская волость       |
| 113 | Дубище               | деревня | ↘51                                                                                        | Артёмовская волость       |
| 114 | Дубно-1              | деревня | →3                                                                                         | Артёмовская волость       |
| 115 | Дубокрай             | деревня | ↘24                                                                                        | Артёмовская волость       |
| 116 | Дудки                | деревня | ↘3                                                                                         | Туричинская волость       |
| 117 | Дудчино              | деревня | ↘6                                                                                         | Туричинская волость       |
| 118 | Дятлинка             | деревня | →0                                                                                         | Артёмовская волость       |
| 119 | Емельяниха           | деревня | →0                                                                                         | Ивановская волость        |
| 120 | Емельянково          | деревня | ↘4                                                                                         | Туричинская волость       |
| 121 | Еменец               | деревня | ↘19                                                                                        | Артёмовская волость       |
| 122 | Ермаки               | деревня | ↘2                                                                                         | Ивановская волость        |
| 123 | Ермошино             | деревня | ↘12                                                                                        | Туричинская волость       |
| 124 | Еськино              | деревня | ↘3                                                                                         | Артёмовская волость       |
| 125 | Ефимовщина           | деревня | →1                                                                                         | Плисская волость          |
| 126 | Жевлачево            | деревня | ↘0                                                                                         | Плисская волость          |
| 127 | Железница            | деревня | →3                                                                                         | Туричинская волость       |
| 128 | Желуды               | деревня | ↘9                                                                                         | Артёмовская волость       |
| 129 | Жерстивицы           | деревня | ↘4                                                                                         | Плисская волость          |
| 130 | Житки                | деревня | ↘5                                                                                         | Усть-Долысская волость    |
| 131 | Жуково               | деревня | ↘2                                                                                         | Артёмовская волость       |
| 132 | Жуково               | деревня | ↗23                                                                                        | Усть-Долысская волость    |
| 133 | Жулево               | деревня | →11                                                                                        | Туричинская волость       |
| 134 | Журы                 | деревня | ↘10                                                                                        | Ивановская волость        |
| 135 | Заборовье            | деревня | ↘2                                                                                         | Плисская волость          |
| 136 | Завережье            | станция | ↘6                                                                                         | Артёмовская волость       |
| 137 | Завзноры             | деревня | ↘2                                                                                         | Туричинская волость       |
| 138 | Завруи               | деревня | ↘47                                                                                        | Усть-Долысская волость    |
| 139 | Заиванье             | деревня | ↘9                                                                                         | Ивановская волость        |
| 140 | Зайцево              | деревня | ↘1                                                                                         | Усть-Долысская волость    |
| 141 | Залавочье            | деревня | ↘8                                                                                         | Усть-Долысская волость    |
| 142 | Залежи               | деревня | ↘0                                                                                         | Плисская волость          |
| 143 | Залоги               | деревня | ↘4                                                                                         | Туричинская волость       |
| 144 | Залонье              | деревня | ↗8                                                                                         | Плисская волость          |
| 145 | Замошица Канашовская | деревня | ↘8                                                                                         | Усть-Долысская волость    |
| 146 | Замошица Кубецкая    | деревня | ↘0                                                                                         | Усть-Долысская волость    |
| 147 | Замошье              | деревня | ↘4                                                                                         | Усть-Долысская волость    |
| 148 | Заньково             | деревня | ↘5                                                                                         | Ивановская волость        |
| 149 | Запросы              | деревня | ↘0                                                                                         | Ивановская волость        |
| 150 | Заречье              | деревня | ↘6                                                                                         | Усть-Долысская волость    |
| 151 | Заручевье            | деревня | ↘1                                                                                         | Плисская волость          |
| 152 | Зелёные Луги         | деревня | ↘0                                                                                         | Артёмовская волость       |
| 153 | Зеленьки             | деревня | ↘0                                                                                         | Артёмовская волость       |
| 154 | Змеино               | деревня | ↘53                                                                                        | Плисская волость          |
| 155 | Зубарево             | деревня | ↗7                                                                                         | Артёмовская волость       |
| 156 | Зуи                  | деревня | ↘2                                                                                         | Ивановская волость        |
| 157 | Зуи                  | деревня | ↗49                                                                                        | Артёмовская волость       |
| 158 | Иваново              | деревня | ↘281                                                                                       | Ивановская волость        |
| 159 | Иванцево Канашовское | деревня | →2                                                                                         | Усть-Долысская волость    |
| 160 | Иванцево Кубецкое    | деревня | ↘13                                                                                        | Усть-Долысская волость    |
| 161 | Ивлево               | деревня | ↗9                                                                                         | Плисская волость          |
| 162 | Игнатково            | деревня | ↗15                                                                                        | Ивановская волость        |
| 163 | Игнашово             | деревня | ↘5                                                                                         | Плисская волость          |
| 164 | Ильенки              | деревня | ↘0                                                                                         | Усть-Долысская волость    |
| 165 | Исаково              | деревня | ↘0                                                                                         | Артёмовская волость       |
| 166 | Каверзы              | деревня | ↗9                                                                                         | Артёмовская волость       |
| 167 | Казаково             | деревня | ↘8                                                                                         | Артёмовская волость       |
| 168 | Казенные Лешни       | деревня | ↘10                                                                                        | Плисская волость          |
| 169 | Калинчино            | деревня | ↘3                                                                                         | Туричинская волость       |
| 170 | Каменка              | деревня | ↘2                                                                                         | Туричинская волость       |
| 171 | Карабаново           | деревня | ↘17                                                                                        | Плисская волость          |
| 172 | Караваи              | деревня | ↗16                                                                                        | Плисская волость          |
| 173 | Каралиновка          | деревня | ↘12                                                                                        | Артёмовская волость       |
| 174 | Караси               | деревня | ↗7                                                                                         | Плисская волость          |
| 175 | Карлово              | деревня | ↘0                                                                                         | Туричинская волость       |
| 176 | Кармоленец           | деревня | ↘1                                                                                         | Туричинская волость       |
| 177 | Карулино             | деревня | →3                                                                                         | Ивановская волость        |
| 178 | Карьер Изоча         | деревня | ↘13                                                                                        | Ивановская волость        |
| 179 | Киселево             | деревня | ↘16                                                                                        | Плисская волость          |
| 180 | Кисели               | деревня | ↘0                                                                                         | Ивановская волость        |
| 181 | Кислое               | деревня | ↘0                                                                                         | Усть-Долысская волость    |
| 182 | Клиновое             | деревня | →0                                                                                         | Плисская волость          |
| 183 | Клястица             | деревня | ↗47                                                                                        | Туричинская волость       |
| 184 | Ковалёво             | деревня | ↘6                                                                                         | Усть-Долысская волость    |
| 185 | Ковалиха             | деревня | ↗8                                                                                         | Туричинская волость       |
| 186 | Кожемячкино          | деревня | ↗5                                                                                         | Ивановская волость        |
| 187 | Козлово              | деревня | ↘3                                                                                         | Ивановская волость        |
| 188 | Козлово              | деревня | ↗44                                                                                        | Артёмовская волость       |
| 189 | Козлово              | деревня | ↗10                                                                                        | Артёмовская волость       |
| 190 | Козлы                | деревня | ↘4                                                                                         | Артёмовская волость       |
| 191 | Козырево             | деревня | ↗5                                                                                         | Туричинская волость       |
| 192 | Коковино             | деревня | ↘6                                                                                         | Плисская волость          |
| 193 | Кокорево             | деревня | ↘0                                                                                         | Ивановская волость        |
| 194 | Колесниково          | деревня | ↗6                                                                                         | Ивановская волость        |
| 195 | Колки                | деревня | →16                                                                                        | Ивановская волость        |
| 196 | Колоничено           | деревня | ↘14                                                                                        | Плисская волость          |
| 197 | Колпино              | деревня | ↘29                                                                                        | Ивановская волость        |
| 198 | Конново              | деревня | ↗8                                                                                         | Усть-Долысская волость    |
| 199 | Копачёво             | деревня | ↘0                                                                                         | Усть-Долысская волость    |
| 200 | Коровчино            | деревня | ↘0                                                                                         | Ивановская волость        |
| 201 | Королево             | деревня | →4                                                                                         | Плисская волость          |
| 202 | Корсаково            | деревня | ↘6                                                                                         | Ивановская волость        |
| 203 | Косенково            | деревня | ↘48                                                                                        | Артёмовская волость       |
| 204 | Косилово             | деревня | ↘12                                                                                        | Плисская волость          |
| 205 | Косцы                | деревня | ↘11                                                                                        | Туричинская волость       |
| 206 | Коськово             | деревня | ↗59                                                                                        | Плисская волость          |
| 207 | Кошелёво             | деревня | ↘110                                                                                       | Артёмовская волость       |
| 208 | Краснобаиха          | деревня | ↘5                                                                                         | Усть-Долысская волость    |
| 209 | Красный Посёлок      | деревня | ↘77                                                                                        | Ивановская волость        |
| 210 | Кресты               | деревня | ↘10                                                                                        | Туричинская волость       |
| 211 | Кривицы              | деревня | ↘2                                                                                         | Плисская волость          |
| 212 | Кривоносово          | деревня | →0                                                                                         | Ивановская волость        |
| 213 | Крупевицы            | деревня | ↗82                                                                                        | Ивановская волость        |
| 214 | Крутелево            | деревня | ↘11                                                                                        | Артёмовская волость       |
| 215 | Кубланово            | деревня | ↗4                                                                                         | Ивановская волость        |
| 216 | Кубок                | деревня | ↗33                                                                                        | Усть-Долысская волость    |
| 217 | Кудиново             | деревня | ↘3                                                                                         | Ивановская волость        |
| 218 | Кудрявцы             | деревня | ↘6                                                                                         | Артёмовская волость       |
| 219 | Кузьмино             | деревня | ↘16                                                                                        | Плисская волость          |
| 220 | Кулево               | деревня | →2                                                                                         | Плисская волость          |
| 221 | Куракино             | деревня | ↘21                                                                                        | Ивановская волость        |
| 222 | Курилиха             | деревня | ↘8                                                                                         | Усть-Долысская волость    |
| 223 | Кухарёво             | деревня | ↘71                                                                                        | Ивановская волость        |
| 224 | Лазовики             | деревня | ↘11                                                                                        | Артёмовская волость       |
| 225 | Ласино               | деревня | ↘7                                                                                         | Усть-Долысская волость    |
| 226 | Ласкатухино          | деревня | →0                                                                                         | Артёмовская волость       |
| 227 | Лахны                | деревня | ↗16                                                                                        | Ивановская волость        |
| 228 | Лахны                | деревня | ↘0                                                                                         | Туричинская волость       |
| 229 | Лашково              | деревня | ↘3                                                                                         | Плисская волость          |
| 230 | Лежоново             | деревня | ↘16                                                                                        | Ивановская волость        |
| 231 | Лемеши               | деревня | ↘14                                                                                        | Артёмовская волость       |
| 232 | Леоново              | деревня | ↘11                                                                                        | Артёмовская волость       |
| 233 | Леонцево             | деревня | ↘3                                                                                         | Ивановская волость        |
| 234 | Лепешиха             | деревня | ↘0                                                                                         | Туричинская волость       |
| 235 | Лёхово               | деревня | ↘348                                                                                       | Артёмовская волость       |
| 236 | Липовки              | деревня | →0                                                                                         | Туричинская волость       |
| 237 | Липовки              | деревня | ↗3                                                                                         | Плисская волость          |
| 238 | Литвиново            | деревня | ↘24                                                                                        | Туричинская волость       |
| 239 | Лихолетье            | деревня | ↘7                                                                                         | Туричинская волость       |
| 240 | Лобачево             | деревня | ↘21                                                                                        | Ивановская волость        |
| 241 | Лобок                | деревня | ↗125                                                                                       | Артёмовская волость       |
| 242 | Ловец                | деревня | ↘66                                                                                        | Плисская волость          |
| 243 | Локтево              | деревня | ↘7                                                                                         | Артёмовская волость       |
| 244 | Ломижено             | деревня | ↘0                                                                                         | Ивановская волость        |
| 245 | Ломы                 | деревня | ↘0                                                                                         | Усть-Долысская волость    |
| 246 | Лоповка              | деревня | ↘4                                                                                         | Усть-Долысская волость    |
| 247 | Луговое              | деревня | ↘3                                                                                         | Артёмовская волость       |
| 248 | Лужи                 | деревня | ↘6                                                                                         | Усть-Долысская волость    |
| 249 | Лукашово             | деревня | ↘8                                                                                         | Артёмовская волость       |
| 250 | Лутище               | деревня | ↘19                                                                                        | Плисская волость          |
| 251 | Лутно                | деревня | ↘0                                                                                         | Туричинская волость       |
| 252 | Макары               | деревня | ↘5                                                                                         | Артёмовская волость       |
| 253 | Макулино             | деревня | ↘1                                                                                         | Ивановская волость        |
| 254 | Малая Будница        | деревня | ↘16                                                                                        | Артёмовская волость       |
| 255 | Малое Овчино         | деревня | ↘0                                                                                         | Усть-Долысская волость    |
| 256 | Малые Кулиги         | деревня | →2                                                                                         | Туричинская волость       |
| 257 | Мамонькино           | деревня | →1                                                                                         | Плисская волость          |
| 258 | Марьино              | деревня | ↘18                                                                                        | Ивановская волость        |
| 259 | Маслюки              | деревня | ↘14                                                                                        | Артёмовская волость       |
| 260 | Мацкевичи            | деревня | ↗5                                                                                         | Ивановская волость        |
| 261 | Мачулище             | деревня | →0                                                                                         | Артёмовская волость       |
| 262 | Медведково           | деревня | →2                                                                                         | Артёмовская волость       |
| 263 | Межуево              | деревня | →0                                                                                         | Ивановская волость        |
| 264 | Мигушино             | деревня | ↘115                                                                                       | Артёмовская волость       |
| 265 | Мисники              | деревня | →11                                                                                        | Артёмовская волость       |
| 266 | Мичиновка            | деревня | ↘3                                                                                         | Ивановская волость        |
| 267 | Мишово               | деревня | ↘4                                                                                         | Плисская волость          |
| 268 | Молокоедово          | деревня | ↗4                                                                                         | Туричинская волость       |
| 269 | Моржино              | деревня | ↘5                                                                                         | Артёмовская волость       |
| 270 | Морозово             | деревня | ↘3                                                                                         | Плисская волость          |
| 271 | Морочево             | деревня | →2                                                                                         | Артёмовская волость       |
| 272 | Мосеево              | деревня | ↘4                                                                                         | Ивановская волость        |
| 273 | Мосеево              | деревня | ↘24                                                                                        | Плисская волость          |
| 274 | Мотовилиха           | деревня | ↗12                                                                                        | Усть-Долысская волость    |
| 275 | Мошенино             | деревня | ↘82                                                                                        | Артёмовская волость       |
| 276 | Мумино               | деревня | ↘0                                                                                         | Усть-Долысская волость    |
| 277 | Мыленки              | деревня | ↘25                                                                                        | Артёмовская волость       |
| 278 | Мыленки              | деревня | ↘22                                                                                        | Усть-Долысская волость    |
| 279 | Мякинчино            | деревня | ↘0                                                                                         | Туричинская волость       |
| 280 | Нарично              | деревня | ↘0                                                                                         | Усть-Долысская волость    |
| 281 | Некунец              | деревня | ↘0                                                                                         | Артёмовская волость       |
| 282 | Нивье                | деревня | ↘0                                                                                         | Плисская волость          |
| 283 | Николаево            | деревня | ↘0                                                                                         | Туричинская волость       |
| 284 | Никониха             | деревня | ↘40                                                                                        | Усть-Долысская волость    |
| 285 | Никоново             | деревня | →10                                                                                        | Плисская волость          |
| 286 | Новая Изоча          | деревня | ↗3                                                                                         | Ивановская волость        |
| 287 | Новохованск          | деревня | ↘528                                                                                       | Туричинская волость       |
| 288 | Носиково             | деревня | ↘1                                                                                         | Туричинская волость       |
| 289 | Носково              | деревня | ↘7                                                                                         | Плисская волость          |
| 290 | Нощино               | деревня | ↘12                                                                                        | Ивановская волость        |
| 291 | Обухово              | деревня | ↘0                                                                                         | Ивановская волость        |
| 292 | Овсянчино            | деревня | ↗13                                                                                        | Усть-Долысская волость    |
| 293 | Ольховец             | деревня | ↘2                                                                                         | Туричинская волость       |
| 294 | Опухлики             | деревня | ↘284                                                                                       | Ивановская волость        |
| 295 | Опухлики-2           | деревня | ↘0                                                                                         | Ивановская волость        |
| 296 | Ордово               | деревня | ↘0                                                                                         | Туричинская волость       |
| 297 | Осетище              | деревня | ↘15                                                                                        | Артёмовская волость       |
| 298 | Осетки               | деревня | ↘11                                                                                        | Артёмовская волость       |
| 299 | Осетки               | деревня | ↘3                                                                                         | Туричинская волость       |
| 300 | Осетки               | деревня | ↘5                                                                                         | Плисская волость          |
| 301 | Осиновка             | деревня | ↘4                                                                                         | Артёмовская волость       |
| 302 | Осиновка             | деревня | ↘6                                                                                         | Плисская волость          |
| 303 | Осовик               | деревня | ↘6                                                                                         | Усть-Долысская волость    |
| 304 | Осташково            | деревня | ↘0                                                                                         | Плисская волость          |
| 305 | Острилово            | деревня | ↘8                                                                                         | Плисская волость          |
| 306 | Остров               | деревня | ↘5                                                                                         | Артёмовская волость       |
| 307 | Остров               | деревня | ↗8                                                                                         | Плисская волость          |
| 308 | Павлючки             | деревня | ↘15                                                                                        | Плисская волость          |
| 309 | Палкино              | деревня | ↘12                                                                                        | Артёмовская волость       |
| 310 | Паникли              | деревня | ↘28                                                                                        | Ивановская волость        |
| 311 | Паново               | деревня | ↘11                                                                                        | Ивановская волость        |
| 312 | Пахлово              | деревня | ↘8                                                                                         | Артёмовская волость       |
| 313 | Перебоево            | деревня | ↘145                                                                                       | Плисская волость          |
| 314 | Переволока           | деревня | ↘0                                                                                         | Усть-Долысская волость    |
| 315 | Пересеченки          | деревня | →0                                                                                         | Ивановская волость        |
| 316 | Песок                | деревня | →9                                                                                         | Ивановская волость        |
| 317 | Пестрики             | деревня | ↗5                                                                                         | Артёмовская волость       |
| 318 | Петрово              | деревня | ↘0                                                                                         | Ивановская волость        |
| 319 | Петюлино             | деревня | →0                                                                                         | Туричинская волость       |
| 320 | Пищиково             | деревня | ↘2                                                                                         | Плисская волость          |
| 321 | Плескушино           | деревня | ↘3                                                                                         | Ивановская волость        |
| 322 | Плетни               | деревня | ↘10                                                                                        | Туричинская волость       |
| 323 | Плиговки             | деревня | ↘1                                                                                         | Усть-Долысская волость    |
| 324 | Плиссы               | деревня | ↗310                                                                                       | Плисская волость          |
| 325 | Поварни              | деревня | ↘4                                                                                         | Ивановская волость        |
| 326 | Погорелое            | деревня | ↘7                                                                                         | Туричинская волость       |
| 327 | Погребище            | деревня | ↘24                                                                                        | Плисская волость          |
| 328 | Подлужье             | деревня | ↘3                                                                                         | Ивановская волость        |
| 329 | Подмолодье           | деревня | ↘30                                                                                        | Усть-Долысская волость    |
| 330 | Поздноево            | деревня | ↘42                                                                                        | Плисская волость          |
| 331 | Поздняково           | деревня | ↘7                                                                                         | Ивановская волость        |
| 332 | Политыки             | деревня | ↘0                                                                                         | Артёмовская волость       |
| 333 | Половики             | деревня | ↘1                                                                                         | Туричинская волость       |
| 334 | Пономарёво           | деревня | ↘17                                                                                        | Усть-Долысская волость    |
| 335 | Попадьино            | деревня | ↘13                                                                                        | Плисская волость          |
| 336 | Попки                | деревня | ↘2                                                                                         | Ивановская волость        |
| 337 | Пруд                 | деревня | ↘16                                                                                        | Ивановская волость        |
| 338 | Прудины              | деревня | ↘5                                                                                         | Усть-Долысская волость    |
| 339 | Прудок               | деревня | ↘4                                                                                         | Ивановская волость        |
| 340 | Пруды                | деревня | ↗7                                                                                         | Плисская волость          |
| 341 | Пукино               | деревня | ↘3                                                                                         | Ивановская волость        |
| 342 | Пунище               | деревня | ↘0                                                                                         | Усть-Долысская волость    |
| 343 | Пустки               | деревня | ↘8                                                                                         | Туричинская волость       |
| 344 | Пустыньки            | деревня | ↘0                                                                                         | Усть-Долысская волость    |
| 345 | Пушкарёво            | деревня | ↘7                                                                                         | Туричинская волость       |
| 346 | Пыги                 | деревня | ↘3                                                                                         | Усть-Долысская волость    |
| 347 | Ратьково             | деревня | ↘1                                                                                         | Туричинская волость       |
| 348 | Репище               | деревня | →5                                                                                         | Плисская волость          |
| 349 | Ровное               | деревня | →0                                                                                         | Ивановская волость        |
| 350 | Ровное               | деревня | ↘8                                                                                         | Плисская волость          |
| 351 | Ровное               | деревня | ↘15                                                                                        | Усть-Долысская волость    |
| 352 | Рогачево             | деревня | ↗2                                                                                         | Туричинская волость       |
| 353 | Рожново              | деревня | →10                                                                                        | Туричинская волость       |
| 354 | Рожново              | деревня | ↘14                                                                                        | Усть-Долысская волость    |
| 355 | Рубанково            | деревня | ↘5                                                                                         | Туричинская волость       |
| 356 | Рудицы               | деревня | ↘0                                                                                         | Плисская волость          |
| 357 | Рудня                | деревня | ↘13                                                                                        | Ивановская волость        |
| 358 | Рукавец              | деревня | ↘81                                                                                        | Усть-Долысская волость    |
| 359 | Руцелево             | деревня | ↘2                                                                                         | Туричинская волость       |
| 360 | Рыбаково             | деревня | →2                                                                                         | Артёмовская волость       |
| 361 | Рыжаки               | деревня | ↘2                                                                                         | Артёмовская волость       |
| 362 | Рыжесиденье          | деревня | ↘1                                                                                         | Артёмовская волость       |
| 363 | Рыкалёво             | деревня | ↘143                                                                                       | Ивановская волость        |
| 364 | Рыкшино              | деревня | ↘3                                                                                         | Плисская волость          |
| 365 | Рытовка              | деревня | ↘4                                                                                         | Усть-Долысская волость    |
| 366 | Савино               | деревня | ↘4                                                                                         | Туричинская волость       |
| 367 | Салтыково            | деревня | ↘3                                                                                         | Плисская волость          |
| 368 | Самозвоново          | деревня | ↗13                                                                                        | Плисская волость          |
| 369 | Самриниха            | деревня | →4                                                                                         | Усть-Долысская волость    |
| 370 | Сапуны               | деревня | ↘0                                                                                         | Ивановская волость        |
| 371 | Сахарово             | деревня | ↗2                                                                                         | Усть-Долысская волость    |
| 372 | Светлое              | деревня | ↘0                                                                                         | Усть-Долысская волость    |
| 373 | Сельцы               | деревня | ↘18                                                                                        | Усть-Долысская волость    |
| 374 | Семёновка            | деревня | ↗5                                                                                         | Артёмовская волость       |
| 375 | Семёново             | деревня | ↘7                                                                                         | Ивановская волость        |
| 376 | Сеньково             | деревня | ↘4                                                                                         | Ивановская волость        |
| 377 | Сеньково             | деревня | ↘4                                                                                         | Ивановская волость        |
| 378 | Сенютино             | деревня | ↘27                                                                                        | Плисская волость          |
| 379 | Сереброво            | деревня | ↘21                                                                                        | Ивановская волость        |
| 380 | Сивцево              | деревня | ↗6                                                                                         | Плисская волость          |
| 381 | Сигово               | деревня | ↗9                                                                                         | Усть-Долысская волость    |
| 382 | Сидорово             | деревня | ↗11                                                                                        | Ивановская волость        |
| 383 | Синичино             | деревня | ↘2                                                                                         | Усть-Долысская волость    |
| 384 | Слуки                | деревня | ↘0                                                                                         | Усть-Долысская волость    |
| 385 | Смольники            | деревня | →0                                                                                         | Артёмовская волость       |
| 386 | Смольники            | деревня | ↗25                                                                                        | Плисская волость          |
| 387 | Смоляково            | деревня | ↘0                                                                                         | Плисская волость          |
| 388 | Смыки                | деревня | ↗13                                                                                        | Ивановская волость        |
| 389 | Созыкино             | деревня | ↘2                                                                                         | Артёмовская волость       |
| 390 | Соколы               | деревня | →0                                                                                         | Артёмовская волость       |
| 391 | Сомино               | деревня | ↘12                                                                                        | Плисская волость          |
| 392 | Сороки               | деревня | ↘90                                                                                        | Артёмовская волость       |
| 393 | Сорочино             | деревня | ↘9                                                                                         | Ивановская волость        |
| 394 | Спасс-Балаздынь      | деревня | ↘32                                                                                        | Ивановская волость        |
| 395 | Спичино              | деревня | →0                                                                                         | Артёмовская волость       |
| 396 | Стабурово            | деревня | ↘4                                                                                         | Артёмовская волость       |
| 397 | Стайки               | деревня | ↘126                                                                                       | Туричинская волость       |
| 398 | Стайкино             | деревня | ↘18                                                                                        | Артёмовская волость       |
| 399 | Станки               | деревня | ↘3                                                                                         | Ивановская волость        |
| 400 | Станки               | деревня | →0                                                                                         | Ивановская волость        |
| 401 | Старое               | деревня | ↘10                                                                                        | Усть-Долысская волость    |
| 402 | Староселье           | деревня | ↗8                                                                                         | Ивановская волость        |
| 403 | Старые Караваи       | деревня | ↘2                                                                                         | Ивановская волость        |
| 404 | Старый Двор          | деревня | →0                                                                                         | Плисская волость          |
| 405 | Степаньково          | деревня | ↘51                                                                                        | Артёмовская волость       |
| 406 | Стефаново            | деревня | ↘3                                                                                         | Ивановская волость        |
| 407 | Столбово             | деревня | ↘14                                                                                        | Артёмовская волость       |
| 408 | Стрельниково         | деревня | ↘7                                                                                         | Плисская волость          |
| 409 | Студенец             | деревня | ↘83                                                                                        | Усть-Долысская волость    |
| 410 | Стуколово            | деревня | ↗22                                                                                        | Ивановская волость        |
| 411 | Сукино               | деревня | ↘9                                                                                         | Плисская волость          |
| 412 | Сухановка            | деревня | ↘0                                                                                         | Усть-Долысская волость    |
| 413 | Сухая                | деревня | ↘0                                                                                         | Туричинская волость       |
| 414 | Сушнево              | деревня | ↘0                                                                                         | Ивановская волость        |
| 415 | Сыроквашино          | деревня | ↘60                                                                                        | Ивановская волость        |
| 416 | Талакино             | деревня | ↘4                                                                                         | Плисская волость          |
| 417 | Таланкино            | деревня | ↘22                                                                                        | Усть-Долысская волость    |
| 418 | Тарасово             | деревня | ↗7                                                                                         | Артёмовская волость       |
| 419 | Татырино             | деревня | ↘21                                                                                        | Ивановская волость        |
| 420 | Телешово             | деревня | ↗36                                                                                        | Артёмовская волость       |
| 421 | Телицы               | деревня | ↘11                                                                                        | Плисская волость          |
| 422 | Терпилово            | деревня | ↘0                                                                                         | Артёмовская волость       |
| 423 | Тетеркино            | деревня | ↘0                                                                                         | Туричинская волость       |
| 424 | Тетерьки             | деревня | →2                                                                                         | Ивановская волость        |
| 425 | Тимофеевка           | деревня | ↘15                                                                                        | Артёмовская волость       |
| 426 | Топоры               | деревня | ↘23                                                                                        | Туричинская волость       |
| 427 | Точино               | деревня | ↘0                                                                                         | Ивановская волость        |
| 428 | Третьяково           | деревня | ↘2                                                                                         | Плисская волость          |
| 429 | Трехалёво            | деревня | ↘158                                                                                       | Усть-Долысская волость    |
| 430 | Трушково             | деревня | ↘7                                                                                         | Ивановская волость        |
| 431 | Туричино             | деревня | ↘450                                                                                       | Туричинская волость       |
| 432 | Турки-Перевоз        | деревня | ↘6                                                                                         | Плисская волость          |
| 433 | Тычкино              | деревня | ↗3                                                                                         | Артёмовская волость       |
| 434 | Укрыто               | деревня | ↘4                                                                                         | Плисская волость          |
| 435 | Урочище-Дубровка     | деревня | ↘104                                                                                       | Плисская волость          |
| 436 | Урывково             | деревня | ↘9                                                                                         | Ивановская волость        |
| 437 | Усово                | деревня | ↘160                                                                                       | Артёмовская волость       |
| 438 | Уставное             | деревня | ↘30                                                                                        | Плисская волость          |
| 439 | Устиново             | деревня | →5                                                                                         | Усть-Долысская волость    |
| 440 | Усть-Долыссы         | деревня | ↘974                                                                                       | Усть-Долысская волость    |
| 441 | Ушаково              | деревня | ↘68                                                                                        | Плисская волость          |
| 442 | Уща-Река             | деревня | ↘1                                                                                         | Усть-Долысская волость    |
| 443 | Федьково             | деревня | ↘4                                                                                         | Туричинская волость       |
| 444 | Федьково             | деревня | ↘0                                                                                         | Усть-Долысская волость    |
| 445 | Фенёво               | деревня | ↘27                                                                                        | Усть-Долысская волость    |
| 446 | Филипцево            | деревня | →0                                                                                         | Туричинская волость       |
| 447 | Фролово              | деревня | ↘18                                                                                        | Артёмовская волость       |
| 448 | Харинец              | деревня | ↘6                                                                                         | Туричинская волость       |
| 449 | Харланиха            | деревня | →0                                                                                         | Плисская волость          |
| 450 | Харны                | деревня | ↘3                                                                                         | Туричинская волость       |
| 451 | Хватыня              | деревня | ↗3                                                                                         | Туричинская волость       |
| 452 | Холявино             | деревня | ↘6                                                                                         | Плисская волость          |
| 453 | Хомчиха              | деревня | ↘1                                                                                         | Усть-Долысская волость    |
| 454 | Хотешино             | деревня | ↘1                                                                                         | Артёмовская волость       |
| 455 | Худоярово            | деревня | ↘4                                                                                         | Артёмовская волость       |
| 456 | Царево               | деревня | ↘18                                                                                        | Туричинская волость       |
| 457 | Цвилевка             | деревня | ↘2                                                                                         | Плисская волость          |
| 458 | Церковище            | деревня | ↘6                                                                                         | Туричинская волость       |
| 459 | Червоеды             | деревня | ↘19                                                                                        | Усть-Долысская волость    |
| 460 | Червяцово            | деревня | →2                                                                                         | Ивановская волость        |
| 461 | Черепы               | деревня | ↘2                                                                                         | Туричинская волость       |
| 462 | Череухино            | деревня | ↘5                                                                                         | Ивановская волость        |
| 463 | Чернецово            | деревня | ↗112                                                                                       | Усть-Долысская волость    |
| 464 | Черноносы            | деревня | ↘6                                                                                         | Ивановская волость        |
| 465 | Чернуха              | деревня | ↘91                                                                                        | Ивановская волость        |
| 466 | Черные Стайки        | деревня | ↗7                                                                                         | Туричинская волость       |
| 467 | Чёрный Двор          | деревня | ↘6                                                                                         | Артёмовская волость       |
| 468 | Черняи               | деревня | ↘6                                                                                         | Артёмовская волость       |
| 469 | Чижевщина            | деревня | ↘236                                                                                       | Ивановская волость        |
| 470 | Чупрово              | деревня | ↘10                                                                                        | Артёмовская волость       |
| 471 | Чупрово              | деревня | ↗8                                                                                         | Ивановская волость        |
| 472 | Чупрово              | деревня | ↘0                                                                                         | Ивановская волость        |
| 473 | Шапчино              | деревня | ↘5                                                                                         | Ивановская волость        |
| 474 | Шарино               | деревня | ↗10                                                                                        | Ивановская волость        |
| 475 | Шевлево              | деревня | →5                                                                                         | Плисская волость          |
| 476 | Шекино               | деревня | ↘7                                                                                         | Туричинская волость       |
| 477 | Шеляково             | деревня | ↘46                                                                                        | Артёмовская волость       |
| 478 | Шерстино             | деревня | →0                                                                                         | Артёмовская волость       |
| 479 | Шесто                | деревня | ↘4                                                                                         | Артёмовская волость       |
| 480 | Ширнево              | деревня | ↗32                                                                                        | Плисская волость          |
| 481 | Шишилово             | деревня | ↘0                                                                                         | Плисская волость          |
| 482 | Шишкин Бор           | деревня | →12                                                                                        | Ивановская волость        |
| 483 | Шульги               | деревня | Получено слишком много сущностей из Викиданные. Количество загруженных сущностей: 500/500. | Плисская волость          |
| 484 | Щербино              | деревня | Получено слишком много сущностей из Викиданные. Количество загруженных сущностей: 500/500. | Ивановская волость        |
| 485 | Эндовино             | деревня | Получено слишком много сущностей из Викиданные. Количество загруженных сущностей: 500/500. | Плисская волость          |
| 486 | Юрово                | деревня | Получено слишком много сущностей из Викиданные. Количество загруженных сущностей: 500/500. | Плисская волость          |
| 487 | Язно                 | деревня | Получено слишком много сущностей из Викиданные. Количество загруженных сущностей: 500/500. | Плисская волость          |
| 488 | Яковлево             | деревня | Получено слишком много сущностей из Викиданные. Количество загруженных сущностей: 500/500. | Усть-Долысская волость    |
| 489 | Ярошки               | деревня | Получено слишком много сущностей из Викиданные. Количество загруженных сущностей: 500/500. | Артёмовская волость       |
| 490 | Ятмище               | деревня | Получено слишком много сущностей из Викиданные. Количество загруженных сущностей: 500/500. | Плисская волость          |

## Административное деление

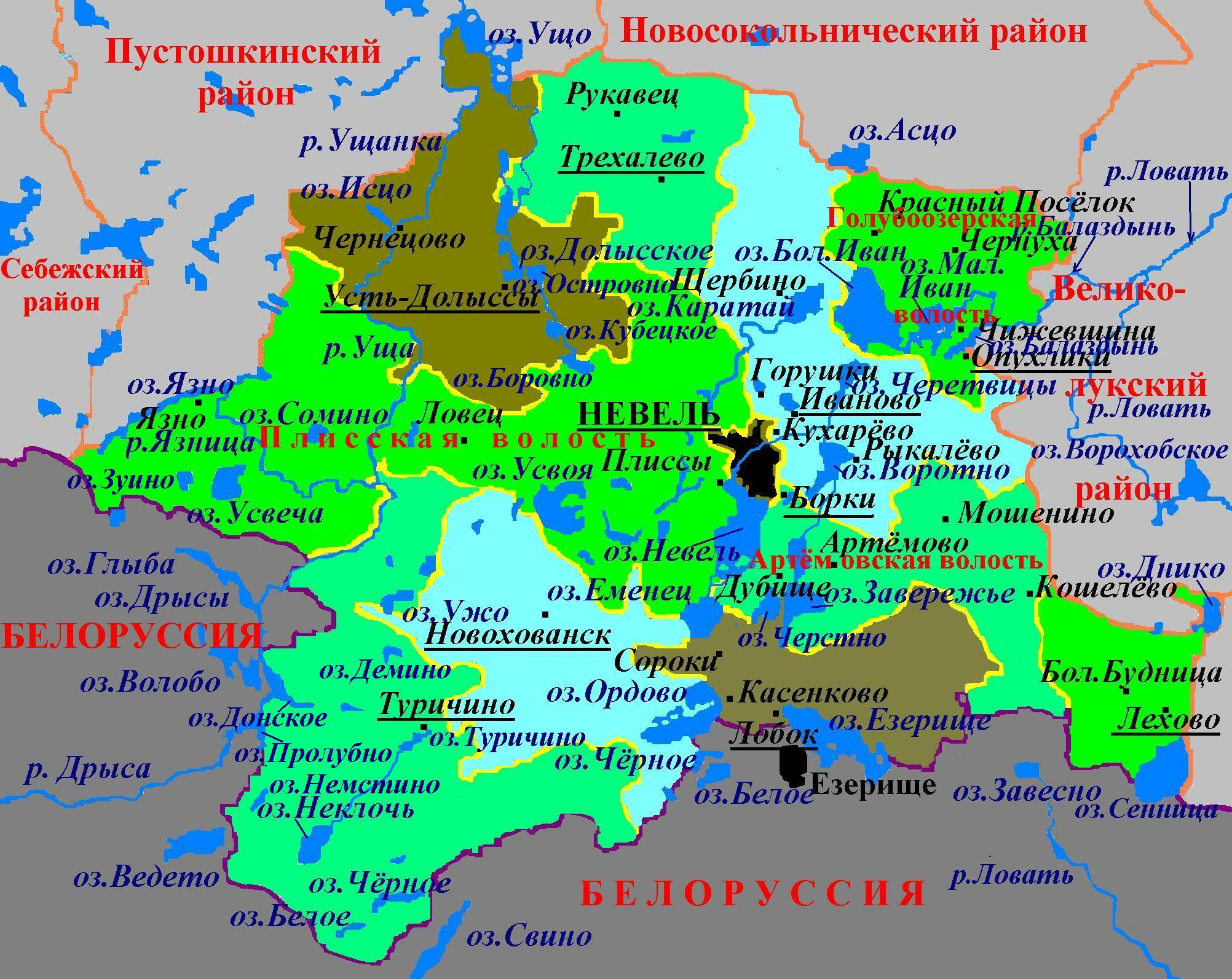
Административное деление Невельского района в 2006—2015 гг.

С апреля 2015 года по март 2023 года в состав Невельского района входили 6 муниципальных образований, в том числе: 1 городское и 5 сельских поселений (волостей):
| № | Муниципальное образование | Статус МО | Администра- тивный центр | Количество населённых пунктов | Население                                                                                  | Площадь, км² |
| - | ------------------------- | --------- | ------------------------ | ----------------------------- | ------------------------------------------------------------------------------------------ | ------------ |
| 1 | Невель                    | ГП        | г. Невель                | 1                             | ↘13 980                                                                                    | 23,37        |
| 2 | Артёмовская волость       | СП        | д. Борки                 | 111                           | Получено слишком много сущностей из Викиданные. Количество загруженных сущностей: 500/500. | 507,67       |
| 3 | Ивановская волость        | СП        | г. Невель                | 117                           | Получено слишком много сущностей из Викиданные. Количество загруженных сущностей: 500/500. | 477,63       |
| 4 | Плисская волость          | СП        | г. Невель                | 102                           | Получено слишком много сущностей из Викиданные. Количество загруженных сущностей: 500/500. | 565,78       |
| 5 | Туричинская волость       | СП        | д. Новохованск           | 74                            | Получено слишком много сущностей из Викиданные. Количество загруженных сущностей: 500/500. | 657,72       |
| 6 | Усть-Долысская волость    | СП        | д. Усть-Долыссы          | 85                            | Получено слишком много сущностей из Викиданные. Количество загруженных сущностей: 500/500. | 457,72       |

### История муниципального устройства
Законом от 28 февраля 2005 года в муниципальном районе было образовано 11 муниципальных образований: 1 городское и 10 сельских поселений (волостей):
| №  | Муниципальное образование | Статус МО | Площадь, км² | Население, 14.10.2010 чел. | Население, 01.01.2015 чел. | Административный центр |
| -- | ------------------------- | --------- | ------------ | -------------------------- | -------------------------- | ---------------------- |
| 1  | Невель                    | ГП        | 23,37        | 16324                      | 15252                      | город Невель           |
| 2  | Артёмовская волость       | СП        | 191,88       | 1312                       | 1124                       | деревня Борки          |
| 3  | Голубоозерская волость    | СП        | 167,90       | 1058                       | 949                        | деревня Опухлики       |
| 4  | Ивановская волость        | СП        | 309,73       | 1250                       | 1113                       | деревня Иваново        |
| 5  | Леховская волость         | СП        | 117,89       | 564                        | 463                        | деревня Лёхово         |
| 6  | Лобковская волость        | СП        | 197,90       | 768                        | 733                        | деревня Лобок          |
| 7  | Новохованская волость     | СП        | 137,86       | 660                        | 576                        | деревня Новохованск    |
| 8  | Плисская волость          | СП        | 565,78       | 1701                       | 1592                       | город Невель           |
| 9  | Трехалевская волость      | СП        | 155,84       | 560                        | 468                        | деревня Трехалево      |
| 10 | Туричинская волость       | СП        | 519,86       | 965                        | 842                        | деревня Туричино       |
| 11 | Усть-Долысская волость    | СП        | 301,88       | 1495                       | 1293                       | деревня Усть-Долыссы   |

Законом Псковской области от 30 марта 2015 года были упразднены Лобковская и Леховская волости, территории которых были включены в Артёмовскую волость с административным центром в городе Невель; также в состав Ивановской волости была включена упразднённая Голубоозерская волость, в состав Туричинской волости —  упразднённая Новохованская волость, в состав Усть-Долысской волости —  упразднённая Трехалёвская волость.
В марте 2023 года все сельские и городское поселения Невельского района были упразднены и объединены в Невельский муниципальный округ.

## Местное самоуправление
Структуру органов местного самоуправления муниципального округа (ранее района) составляют:
- Глава Невельского муниципального округа (до 29 декабря 2023 года Глава Невельского района),
- Администрация Невельского муниципального округа (до 29 декабря 2023 года Администрация Невельского района),
- Собрание депутатов Невельского муниципального округа (до 20 сентября 2023 года Собрание депутатов Невельского района).

Глава Невельского муниципального округа
Глава Невельского муниципального округа назначается решением Собрания депутатов Невельского муниципального округа из числа кандидатов, представленных конкурсной комиссией по результатам конкурса сроком на пять лет и является высшим должностным лицом муниципального округа, а также возглавляет Администрацию округа — орган местного самоуправления, осуществляющий исполнительно-распорядительные функции. Порядок проведения конкурса устанавливает само Собрание депутатов. 
До 1991 года современной должности главы района соответствовал пост председателя райисполкома. Районную партийную организацию возглавлял первый секретарь райкома партии (ВКП(б), затем КПСС). С 1992 по 1996 год должности Главы района соответствовала должность Главы администрации района. Главы администраций районов Псковской области первоначально назначались Главой областной администрации 
После выборов 1996 года по 2023 Глава администрации (а затем и района) избирался путём всеобщего, равного, прямого, тайного голосования сроком на пять лет (до 2004 — на 4 года). За это время на посту побывало пятеро: Геннадий Алексеев, Владимир Юшкевич, Александр Сопроненко (дважды), Александр Ващенков (дважды), Олег Майоров.
В апреле 2023 года депутаты Псковского областного Собрания депутатов сразу в одном чтении приняли законопроект отменяющий прямые выборы глав в восьми недавно образованных муниципальных округах, избрание глав муниципальных округов будет происходить на конкурсной основе. 30 октября 2023 года после преобразования глава района Олег Майоров был переназначен и получил статус Главы Невельского муниципального округа на сессии окружного Собрания депутатов главой Невельского муниципального округа.
Список первых секретарей райкома партии
- Овчинников Иван Афанасьевич (1927―1928)
- Загорская Александра Павловна (1929―1930)
- Давыдов (1934―1937)
- Гребнев (1937―1937)
- Виноградов И.Д. (1940―? и. о)
- Карасев Иван Андреевич (1943―1944)
- Силкин Александр Иванович (1944)
- Сафронов Александр Ильич (1944―1944)
- Арсеньев Дмитрий Егорович (1945―1946)
- Изотов Сергей Владимирович (1946―1947)
- Харламов Фёдор Григорьевич (1947―1952)
- Дорофеев Николай Дорофеевич (1952―1955)
- Кудрявцев Михаил Петрович (1955―1961)
- Авдонин Василий Дмитриевич (1961―1962)
- Сергеев Михаил Сергеевич (1962―1963)
- Устинов Иван Григорьевич (1963―1965)
- Семенов Лев Михайлович (1965―1969)
- Савельев Михаил Иванович (1969―1969)
- Дроздецкий Олег Викторович (1970―1980)
- Юшкевич Владимир Трофимович (1980―1985)
- Латышев Александр Карпович (1981―1991)

Список глав
| 1 | | Геннадий Алексеев Викторович (род. 12 сентября 1953)       | 1991 | 29 февраля 1996                                            |               | назначен на пост главой администрации области Анатолием Добряковым |
|   | | Глава района                                               | |                                                            |               | |
| 2 | | Владимир Юшкевич Трофимович (3 января 1941—11 апреля 2014) | 18 февраля 1996 избран, 29 февраля 1996 вступил в должность                                                                                              | 2000                                                       |               | избран на выборах главы Невельского района |
| 3 | | Александр Сопроненко Николаевич (род. 27 апреля 1953)      | 9 января 2000 ♦ 14 марта 2004 | 18 марта 2008 (досрочно)                                   | Единая Россия | избран на выборах главы Невельского района: - 19 декабря 1999 — 1 тур, Ни один из кандидатов не получил более половины голосов избирателей. - 9 января 2000 — в 2 туре победил, набрав 58,91 % голосов |
| 3 | избран на выборах главы Невельского района: - 14 марта 2004 — победил в 1 туре, набрав 43,62 % голосов (признан победителем в 1 туре, так как набрал более 25 % голосов от числа проголосовавших)   | Александр Сопроненко Николаевич (род. 27 апреля 1953)      | 9 января 2000 ♦ 14 марта 2004 | 18 марта 2008 (досрочно)                                   | Единая Россия | |
| 4 | | Александр Ващенков Юрьевич (род. 13 декабря 1957)          | 18 марта 2008 назначен врио ♦ 12 октября 2008 избран, 28 октября 2008 вступил в должность ♦ 8 сентября 2013 избран, 18 сентября 2013 вступил в должность | 28 октября 2008 ♦ 18 сентября 2013 года ♦ 20 сентября 2018 | Единая Россия | назначен Невельским районным Собранием депутатов врио главы |
| 4 | избран на выборах главы Невельского района: - 12 октября 2008 — победил в 1 туре, набрав 93,29 % голосов (признан победителем в 1 туре, так как набрал более 25 % голосов от числа проголосовавших) | Александр Ващенков Юрьевич (род. 13 декабря 1957)          | 18 марта 2008 назначен врио ♦ 12 октября 2008 избран, 28 октября 2008 вступил в должность ♦ 8 сентября 2013 избран, 18 сентября 2013 вступил в должность | 28 октября 2008 ♦ 18 сентября 2013 года ♦ 20 сентября 2018 | Единая Россия | |
| 4 | избран на выборах главы Невельского района: - 8 сентября 2013 — победил набрав 42,77 % голосов | Александр Ващенков Юрьевич (род. 13 декабря 1957)          | 18 марта 2008 назначен врио ♦ 12 октября 2008 избран, 28 октября 2008 вступил в должность ♦ 8 сентября 2013 избран, 18 сентября 2013 вступил в должность | 28 октября 2008 ♦ 18 сентября 2013 года ♦ 20 сентября 2018 | Единая Россия | |
| 5 | | Олег Майоров Евгеньевич (род. 4 февраля 1957)              | 9 сентября 2018 избран, 21 сентября 2018 вступил в должность                                                                                             | в должности                                                | Единая Россия | |

Собрание депутатов Невельского муниципального округа
Собрание депутатов является представительным органом Невельского района, состоит из 15 депутатов, избираемых путём всеобщего, равного, прямого, тайного голосования сроком на пять лет. Депутаты большинством голосов от установленной численности избирают из своего числа Председателя Собрания депутатов Невельского муниципального округа, которым в результате последних выборов стал Зуев Виктор Сергеевич.

### Политика
В районе работают местные отделения политических партий «Единая Россия» и КПРФ. Секретарь местного отделения Партии «Единая Россия» Сачковская Анна Александровна. Секретарь местного отделения партии КПРФ Семёнов Евгений Алексеевич является также руководителем фракции в Собрании депутатов Невельского муниципального округа. Также в городе зарегистрировано региональное отделение малой партии Коммунисты России.

## Экономика
Объём отгруженных товаров собственного производства, в обрабатывающих производствах (2010 года) составил 0,73 млрд руб.

### Промышленность
Промышленность Невельского района Псковской области включает различные виды деятельности, среди которых:
- производство комбикормов и кормовых добавок (комбикормовый завод);
- производство облицовочных материалов (компания «Гибкий камень Северо-Запад»);
- производство асфальто-бетонных изделий;
- производство молочно-консервных изделий;
- производство абразивного инструмента (ОПП ОАО «Лужский абразивный завод»).

По состоянию на 1 января 2024 года в Невельском муниципальном округе было 166 организаций, из них 22 — в сфере торговли, 22 — с обрабатывающими производствами, 18 — в сфере государственного управления и обеспечения военной безопасности, 13 — в сфере транспортировки и хранения, 10 — в сфере строительства, 10 — в сфере сельского, лесного хозяйства, охоты, рыболовства и рыбоводства, 12 — в сфере образования.

### Лесопользование
Лесопользование в Невельском районе Псковской области связано с деятельностью, например, такой компании, как «Псковская лесопромышленная компания». С 2008 года она осуществляет лесозаготовку в Струго-Красненском и Невельском районах Псковской области. В 2020 году планировалось создать производство древесного угля на территории собственного лесоперерабатывающего комплекса.
Ранее в Невельском районе действовало ООО «Невельская лесопромышленная компания», но к 31 марта 2025 года оно признано недействующим (исключено из ЕГРЮЛ от 18 сентября 2020 года). 

### Полезные ископаемые
Из минерально-сырьевых ресурсов имеются запасы торфа, глины, сапропеля, песчано-гравийные смеси, минеральная вода, строительные пески, глины.
Среди торфяников преобладающее значение занимают низинные торфы, реже встречаются верховые и переходные. Из разведанных месторождений встречаются торфяники, в которых встречаются залежи сапропеля. Известны залежи сапропеля на четырёх торфоместорождениях, месторождения глины. Одно из крупных — «Невельское». Из разведанных месторождений песчано-гравийной смеси крупнейшее — это Киселевское и Изочинское.

### Сельское хозяйство
Сельское хозяйство Невельского района Псковской области специализируется на производстве картофеля, овощей открытого и защищённого грунта, мяса, молока, яиц.
В 2023 году объём производства продукции сельского хозяйства в хозяйствах всех категорий составил 343,9 млн рублей, что в сопоставимых ценах составило 104% к уровню 2022 года.

### Молочное животноводство
По информации на 2024 год, КФХ Рузевич Иван Анатольевич (Невельский район) занимался молочным животноводством.
В 2022 году сообщалось о хозяйстве Надежды Зиминой в селе Шебунино Невельского района, которое занималось разведением крупного рогатого скота, производством сырого молока и его переработкой. Фермер оборудовала молочный цех благодаря финансовой поддержке от областного министерства сельского хозяйства и торговли.
В ассортименте хозяйства были молоко, кефир, творог, сметана, йогурты, а также два вида домашних сыров.

## Транспорт
Через район проходят следующие железные дороги:
- Железнодорожные пути Российской железной дороги:

Санкт-Петербург — Киев
- Железнодорожные пути Октябрьской железной дороги:

Великие Луки — Полоцк.
- Железнодорожные станции:

1. Невель-1
2. Невель-2
3. Горушки-Невельские
4. Железница
5. Завережье
6. Изоча
7. Новохованск
8. Опухлики
9. Клястица
10. Молокоедово
11. КаратайРасстояния:

от ст. Невель: до Москвы — 526 км, до Санкт-Петербурга — 486 км
по шоссе от Невеля до Пскова — 242 км.
Невельский район граничит с Беларусью, на основных магистралях организованы следующие таможенные переходы:
- «Невельский» — д. Лобок;
- «Стайки» — д. Стайки;
- «Клиновое» — д. Клиновое.

## Учреждения культуры
Культурно-досуговые учреждения района объединены в МБУК Невельского района «Культура и досуг» (182500, Псковская область, Невельский район, г. Невель, ул. Ленина, д. 7), которое действует на основании Устава, является юридическим лицом.
В состав МБУК «Культура и досуг» входит:
13 филиалов клубного типа:
- Районный Дом культуры (182500, Псковская область, Невельский район, г. Невель, ул. Ленина, д. 7);
- Усть-Долысский СДК (182513, Псковская область, Невельский район, деревня Усть-Долыссы, ул. Совхозная, д. 11А);
- Туричинский СДК (182523, Псковская область, Невельский район, деревня Туричино, ул. Центральная, д. 53);
- Лёховский СДК (182533, Псковская область, Невельский район, деревня Лёхово, ул. Центральная, д. 10);
- Новохованский СДК (182521, Псковская область, Невельский район, деревня Новохованск, ул. Ленина, д. 41Б);
- Опухликовский клуб (182540, Псковская область, Невельский район, деревня Опухлики, д. 43);
- Трехалёвский клуб-библиотека (182537, Псковская область, Невельский район, деревня Трехалёво, д. 60);
- Щербинский клуб-библиотека (182536, Псковская область, Невельский район, деревня Щербино, д. 26);
- Кошелёвский клуб-библиотека (182 532, Невельский район, деревня Кошелёво, д. 30 А);
- Ивановский клуб-библиотека (182 535, Невельский район, деревня Иваново, д. 31);
- Лобковский клуб-библиотека (182 528, Невельский район, деревня Лобок, д. 21);
- Пучковский клуб-библиотека (182547, Псковская область, Невельский район, деревня Барканы, дом 10);
- Ушаковский клуб (182534, Псковская область, Невельский район, деревня Ушаково, д. 2).

14 библиотечного типа:
- Центральная районная библиотека (182500, Псковская область, Невельский район, г. Невель, ул. Энгельса, д. 2);
- Артёмовская библиотека-клуб (182500, Псковская область, Невельский район, д. Артёмово, д. 25);
- Дубровинская библиотека-клуб (182534, Псковская область, Невельский район, д. Урочище-Дубровка, д. 41);
- Лёховская библиотека (182 533, Псковская область, Невельский район, д. Лёхово, ул. Центральная, д. 10);
- Ловецкая библиотека (182 517, Псковская область, Невельский район, деревня Ловец, д. 5);
- Новохованская модельная  библиотека (182 521, Псковская область, Невельский район, д. Новохованск, ул. Ленина, д. 41);
- Туричинская модельная библиотека (182 523, Псковская область, Невельский район, д. Туричино, ул. Центральная, д. 53);
- Усовская библиотека-клуб (182 529, Псковская область, Невельский район, д. Усово, д. 56);
- Усть-Долысская модельная библиотека (182 513, Псковская область, Невельский район, д. Усть-Долыссы, ул. Совхозная, д. 11-а);
- Рыкалёвская библиотека (182 500, Псковская область, Невельский район, д. Рыкалёво, д. 3, кв. 7);
- Сорокинская библиотека (182 534, Псковская область, Невельский район, д. Сороки, д. 31);
- Опухликовская библиотека (182 540, Псковская область, Невельский район, д. Опухлики, д. 36);
- Мошенинская библиотека (182 534, Псковская область, Невельский район, д. Мошенино, д. 32а);
- Язненская библиотека-клуб (182 517, Псковская область, Невельский район, д. Язно, д. 24).

### Кинотеатры
- Кинотеатр «Кинозал Невель», расположенный в здании РДК по адресу: г. Невель, ул. Ленина, д. 7.

## СМИ
Популярно онлайн-медиа на территории Невельcкого района — сообщество «Граждане Невельского края» (ВКонтакте). С нерегулярной периодичностью издание выходит в печатном формате под названием «ГражданинЪ».
Также в районе распространяется общественно-политическая газета «Невельский вестник», издаваемая областной автономной некоммерческой организацией «Медиа 60».